# Fin de la noche
Fin de la noche (título original: Night’s End) es una película estadounidense de terror de 2022, dirigida por Jennifer Reeder, escrita por Brett Neveu, musicalizada por CoastalDives, en la fotografía estuvo Christopher Rejano y los protagonistas son Michael Shannon, Theo Germaine y Kate Arrington, entre otros. El filme fue realizado por Crow Island Films y Institutional Quality Productions; se estrenó el 31 de marzo de 2022.

## Sinopsis
Una persona con ansiedad se va a vivir a un nuevo departamento, pero no sabe que el lugar está maldito. Entonces llama a un sujeto para que realice un exorcismo, la situación toma un horrible giro.